# Rhizomyces canzonerii
Rhizomyces canzonerii är en svampart som beskrevs av W. Rossi 1990. Rhizomyces canzonerii ingår i släktet Rhizomyces och familjen Laboulbeniaceae.   Inga underarter finns listade i Catalogue of Life.